# Yoon Shi-yoon
Yoon Shi-yoon (hangŭl: 윤시윤; Suncheon, 26 settembre 1986) è un attore e modello sudcoreano.

## Biografia
Shi-yoon nasce come Yoon Dong-goo, nome che ha usato finché la sua agenzia propose un cambio ufficiale di nome al suo ingresso all'università, in una piccola città a Suncheon. È figlio unico, e da bambino fu allevato dai nonni. A quel tempo, mentre i coetanei andavano alla scuola materna e imparavano l'inglese, Yoon andò a Seodang, una scuola tradizionale che insegna confucianesimo e cinese.

## Filmografia

### Cinema
- Gosa dubeonjjae i-yagi - Gyosaengsilseup (고死 두번째 이야기 : 교생실습?, regia di Yoo Sun-dong (2010)
- Baekpuro (백프로?), regia di Kim Myung-gyoon (2014)

### Televisione
- Jibung tturko high kick! (지붕 뚫고 하이킥!?) – serial TV (2009-2010)
- Jeppang-wang Kim Tak-gu (제빵왕 김탁구?, Jeppang-wang Gim Tak-guLR) – serie TV (2010)
- Once Upon a Time in Saengchori (원스 어폰 어 타임 인 생초리?, Wonseu eopon eo ta-im in SaengchoriLR) – serial TV (2010) – cameo
- Na-do, kkot! (나도, 꽃!?) – serial TV (2011)
- High kick! - Jjarb-eun dari-ui yeokseup (하이킥! 짧은 다리의 역습?) – serial TV, episodio 88 (2011-2012)
- Brand Guardians (ブランド・ガーディアンズ?)) – serial TV (2012)
- I-utjip kkonminam (이웃집 꽃미남? – serial TV (2013)
- Xingfu de miantiao (幸福的面条S, Xìngfú de miàntiáoP) – serial TV (2013)
- Chongni-wa na (총리와 나?) – serial TV (2013-2014)
- Uk-ssi Nam Jeong-gi (욱씨남정기?) – serial TV, episodio 16 (2016)
- Manyeobogam (마녀보감?) – serial TV (2017)
- Saegaji saek fantasy - Saengdongseong yeon-ae  (세가지 색 판타지 생동성 연애?, Saegaji saek pantaji - Saengdongseong yeon-aeLR) – webserie (2017)
- Saegaji saek fantasy - Banji-ui yeo-wang  (세가지 색 판타지 반지의 여왕?, Saegaji saek pantaji - Banji-ui yeo-wangLR) – webserie (2017) – cameo
- Choego-ui hanbang (최고의 한방?) – serial TV (2017)
- Psychopath Diary (싸이코패스 다이어리?, Ssaikopaeseu daieoriLR) – serial TV (2019)
- Train ((트레인?, TeureinLR) (2020)

## Discografia

### Colonne sonore
- 2010 – The Road to Me (내게 오는 길) per Jibung tturko high kick!
- 2010 – Only You (너 하나만) per Jeppang-wang Kim Tak-gu
- 2013 – I Want to Date You (사귀고 싶어) per I-utjip kkonminam
- 2013 – Grandpa's Bicycle (할아버지의 자전거) feat. Juniel e Tablo per Haenbar-ui chingudeul
- 2017 – Say It (말해봐) per Choego-ui hanbang

### Videoclip
- 2009 – Lonely Voyage, videoclip del singolo di Kim Dong-ryool
- 2010 – I Promise You, videoclip del singolo di Park Hyo-shin

## Premi e candidature
| Anno | Premi                                   | Categoria                                                     | Nominato lavoro          | Risultato       |
| ---- | --------------------------------------- | ------------------------------------------------------------- | ------------------------ | --------------- |
| 2009 | MBC Entertainment Awards                | Miglior nuovo attore in una sitcom/commedia                   | Jibung tturko high kick! | Candidato/a     |
| 2009 | MBC Entertainment Awards                | Premio miglior coppia con Shin Se-kyung                       | Jibung tturko high kick! | Vincitore/trice |
| 2010 | Baeksang Arts Awards                    | Miglior nuovo attore televisivo                               | Jibung tturko high kick! | Candidato/a     |
| 2010 | Korea Drama Awards                      | Miglior nuovo attore                                          | Jeppang-wang Kim Tak-gu  | Vincitore/trice |
| 2010 | Korean Culture and Entertainment Awards | Premio popolarità, attore                                     | Jeppang-wang Kim Tak-gu  | Vincitore/trice |
| 2010 | Korean Entertainment Culture Awards     | Gran premio (Daesang) per un drama                            | Jeppang-wang Kim Tak-gu  | Vincitore/trice |
| 2010 | KBS Drama Awards                        | Premio miglior coppia con Lee Young-ah                        | Jeppang-wang Kim Tak-gu  | Vincitore/trice |
| 2010 | KBS Drama Awards                        | Premio popolarità, attore                                     | Jeppang-wang Kim Tak-gu  | Candidato/a     |
| 2010 | KBS Drama Awards                        | Miglior nuovo attore                                          | Jeppang-wang Kim Tak-gu  | Candidato/a     |
| 2010 | KBS Drama Awards                        | Premio all'eccellenza, attore in un drama a progetto speciale | Jeppang-wang Kim Tak-gu  | Vincitore/trice |
| 2011 | Baeksang Arts Awards                    | Miglior attore televisivo                                     | Jeppang-wang Kim Tak-gu  | Candidato/a     |
| 2012 | CETV Acting Awards                      | Migliori dieci stelle asiatiche                               |                          | Vincitore/trice |
| 2016 | KBS Entertainment Awards                | Premio esordiente nei varietà                                 | 1bak 2il                 | Vincitore/trice |